# Handball-FDGB-Pokal 1981/82 (Frauen)
Der Handball-FDGB-Pokal der Frauen wurde mit der Saison 1981/82 zum 12. Mal ausgetragen. Beim Endrunden-Turnier in Dessau konnte der ASK Vorwärts Frankfurt/O. seinen Titel aus dem Vorjahr aufgrund des besseren Torverhältnis gegenüber dem SC Magdeburg erfolgreich verteidigen. Durch das Double von Meisterschaft und Pokalsieg der Frankfurterinnen, sicherte sich Magdeburg mit dem zweiten Platz, die Teilnahme am Europapokal der Pokalsieger.

## Teilnehmende Mannschaften
Für den FDGB-Pokal hatten sich folgende 50 Mannschaften qualifiziert:
| DDR-Oberliga die 10 Vereine der Saison 1981/82 | DDR-Liga die 24 Vereine der Saison 1981/82 | Bezirkspokalvertreter die 16 Vereine aus der Saison 1980/81 |
| - SC Magdeburg - ASK Vorwärts Frankfurt/O. (TV) - TSC Berlin - SC Empor Rostock - SC Leipzig - BSG Halloren Halle - BSG Einheit/Sirokko Neubrandenburg - BSG Post Magdeburg - TSG Wismar - BSG Sachsenring Zwickau (TV) – Titelverteidiger | Staffel Nord - BSG Chemie PCK Schwedt - ASK Vorwärts Frankfurt/O. II - BSG Chemie “W.-P.-St.” Guben - BSG FIKO Rostock - BSG Fortschritt Cottbus - TSG Calbe - BSG Lokomotive Rangsdorf - BSG Empor Brandenburger Tor - SC Empor Rostock II - TSC Berlin II - BSG Post Halberstadt - BSG EAW Treptow Staffel Süd - BSG Umformtechnik Erfurt - HSG DHfK Leipzig - BSG Lokomotive Dresden - BSG Fortschritt Weißenfels - BSG Traktor Lommatzsch - BSG Empor Dresden-Mitte - BSG Wismut Schneeberg - BSG Einheit Pädagogik Leipzig - SC Magdeburg II - SC Leipzig II - BSG WBK 67 Halle-Neustadt - BSG Einheit Bad Muskau | - Bezirk Rostock BSG Einheit Grimmen - Bezirk Schwerin BSG Aufbau Hydraulik Schwerin - Bezirk Neubrandenburg BSG Traktor Lychen - Bezirk Potsdam BSG Motor Falkensee - Ost-Berlin BSG Empor Pankow - Bezirk Frankfurt (Oder) BSG Empor Eberswalde - Bezirk Magdeburg BSG Motor Mitte Magdeburg - Bezirk Halle BSG Union Halle-Neustadt - Bezirk Leipzig BSG Turbine Leipzig - Bezirk Cottbus BSG Chemie Weißwasser - Bezirk Dresden BSG Chemie Meißen - Bezirk Karl-Marx-Stadt BSG Fortschritt Limbach - Bezirk Erfurt BSG Umformtechnik Erfurt II - Bezirk Gera BSG Lokomotive Gera BSG Möbelwerke Eisenberg - Bezirk Suhl BSG Plasta Sonneberg |

## Modus
In der ersten und zweiten Hauptrunde, die im K.-o.-System ausgespielt wurden, nahmen die Mannschaften aus der Handball-DDR-Liga und die qualifizierten Bezirkspokalvertreter teil. In beiden Runden hatten die Bezirksvertreter Heimvorteil gegenüber den DDR-Liga-Mannschaften. Im K.-o.-System wurden Spiele bei unentschiedenem Ausgang sofort im 7-Meter-Werfen entschieden. Ab der dritten Hauptrunde gab es Hin- und Rückspiele und die zehn Mannschaften aus der Handball-DDR-Oberliga kamen dazu und wurden den Siegern der 2. Hauptrunde zugelost. In den ersten drei Runden wurde möglichst nach territorialen Gesichtspunkten gelost. In der vierten Hauptrunde wurden die fünf bestplatzierten Mannschaften der abgelaufenen Oberligasaison so gesetzt, dass sie nicht aufeinandertrafen. Nach dieser Runde ermittelten dann die letzten fünf Mannschaften in einem Endrunden-Turnier den Pokalsieger.

## 1. Hauptrunde
| Datum             |                               | Ergebnis        |                               |
| ----------------- | ----------------------------- | --------------- | ----------------------------- |
| Mi .30.09., 18:00 | BSG Traktor Lommatzsch        | 27:21           | BSG Chemie “W.-P.-St.” Guben  |
| Sa 03.10., 14:45  | BSG Aufbau Hydraulik Schwerin | :               | BSG FIKO Rostock              |
| Sa 03.10., 14:45  | BSG Empor Pankow              | 18:17           | BSG Chemie PCK Schwedt        |
| Sa 03.10., 14:45  | BSG Chemie Weißwasser         | 19:34           | SC Leipzig II                 |
| Sa 03.10., 14:45  | BSG Möbelwerke Eisenberg      | 17:16           | BSG Lokomotive Dresden        |
| Sa 03.10., 14:45  | BSG Union Halle-Neustadt      | 13:13; 7 m: 0:2 | BSG Post Halberstadt          |
| Sa 03.10., 16:00  | BSG Einheit Grimmen           | 14:16           | BSG EAW Treptow               |
| Sa 03.10., 16:00  | BSG Traktor Lychen            | :               | ASK Vorwärts Frankfurt/O. II  |
| Sa 03.10., 16:00  | BSG Motor Falkensee           | 09:33           | SC Empor Rostock II           |
| Sa 03.10., 16:00  | BSG Empor Eberswalde          | 16:19           | BSG Empor Brandenburger Tor   |
| Sa 03.10., 16:00  | BSG Motor Mitte Magdeburg     | 21:20           | BSG Fortschritt Weißenfels    |
| Sa 03.10., 16:00  | BSG Plasta Sonneberg          | 07:35           | BSG Umformtechnik Erfurt      |
| Sa 03.10., 16:00  | BSG Umformtechnik Erfurt II   | :               | HSG DHfK Leipzig              |
| Sa 03.10., 16:00  | BSG Lokomotive Gera           | 15:15; 7 m: 2:0 | BSG Wismut Schneeberg         |
| Sa 03.10., 16:00  | BSG Turbine Leipzig           | 20:10           | TSG Calbe                     |
| Sa 03.10., 16:00  | BSG Fortschritt Limbach       | 20:18           | BSG Empor Dresden-Mitte       |
| Sa 03.10., 16:00  | BSG Chemie Meißen             | 17:25           | TSC Berlin II                 |
| Sa 03.10., 16:00  | BSG Lokomotive Rangsdorf      | 16:19           | SC Magdeburg II               |
| Sa 03.10., 16:00  | BSG Fortschritt Cottbus       | 28:22           | BSG WBK 67 Halle-Neustadt     |
| Sa 03.10., 16:00  | BSG Einheit Bad Muskau        | 13:28           | BSG Einheit Pädagogik Leipzig |

## 2. Hauptrunde
| Datum            |                               | Ergebnis |                          |
| ---------------- | ----------------------------- | -------- | ------------------------ |
| Sa 09.01., 16:00 | BSG FIKO Rostock              | 17:19    | SC Empor Rostock II      |
| Sa 09.01., 16:00 | BSG EAW Treptow               | 12:16    | BSG Fortschritt Cottbus  |
| Sa 09.01., 16:00 | BSG Empor Brandenburger Tor   | 21:27    | TSC Berlin II            |
| Sa 09.01., 16:00 | ASK Vorwärts Frankfurt/O. II  | 19:21    | SC Magdeburg II          |
| Sa 09.01., 16:00 | BSG Motor Mitte Magdeburg     | 16:12    | BSG Empor Pankow         |
| Sa 09.01., 16:00 | BSG Einheit Pädagogik Leipzig | 15:32    | HSG DHfK Leipzig         |
| Sa 09.01., 16:00 | BSG Umformtechnik Erfurt      | 19:17    | SC Leipzig II            |
| Sa 09.01., 16:00 | BSG Lokomotive Gera           | 10:19    | BSG Post Halberstadt     |
| Sa 09.01., 16:00 | BSG Fortschritt Limbach       | 19:24    | BSG Traktor Lommatzsch   |
| Sa 09.01., 16:00 | BSG Turbine Leipzig           | 30:12    | BSG Möbelwerke Eisenberg |

## 3. Hauptrunde
| Datum                   |                           | Gesamt   |                                    | Hinspiel | Rückspiel |
| ----------------------- | ------------------------- | -------- | ---------------------------------- | -------- | --------- |
| Sa 22. Mai / Sa 29. Mai | SC Empor Rostock II       | 40:41    | TSG Wismar                         | 21:19    | 19:22     |
| Sa 22. Mai / Sa 29. Mai | BSG Fortschritt Cottbus   | 27:42    | BSG Einheit/Sirokko Neubrandenburg | 13:18    | 14:24     |
| Sa 22. Mai / Sa 29. Mai | BSG Turbine Leipzig       | 32:46    | BSG Sachsenring Zwickau            | 14:22    | 18:24     |
| Sa 22. Mai / Sa 29. Mai | BSG Traktor Lommatzsch    | 30:51    | BSG Halloren Halle                 | 15:29    | 15:22     |
| Sa 22. Mai / Sa 29. Mai | HSG DHfK Leipzig          | 53:37    | BSG Post Magdeburg                 | 29:18    | 24:19     |
| So 23. Mai / Sa 29. Mai | SC Magdeburg II           | 36:50    | ASK Vorwärts Frankfurt/O.          | 17:27    | 19:23     |
| So 23. Mai / Sa 29. Mai | BSG Motor Mitte Magdeburg | [ H3 1 ] | SC Empor Rostock                   | 16:29    | :         |
| So 23. Mai / Sa 29. Mai | TSC Berlin II             | 40:49    | TSC Berlin                         | 19:29    | 21:20     |
| So 23. Mai / Sa 29. Mai | BSG Post Halberstadt      | [ H3 2 ] | SC Leipzig                         | 09:18    | :         |
| So 23. Mai / Sa 29. Mai | BSG Umformtechnik Erfurt  | 30:67    | SC Magdeburg                       | 17:29    | 13:38     |

1. ↑  Empor Rostock zog kampflos in die 4. Hauptrunde ein, da Motor Mitte Magdeburg zum Rückspiel nicht antrat.
2. ↑  Leipzig zog kampflos in die 4. Hauptrunde ein, da Post Halberstadt zum Rückspiel nicht antrat.

## 4. Hauptrunde
| Datum                    |                         | Gesamt   |                                    | Hinspiel | Rückspiel |
| ------------------------ | ----------------------- | -------- | ---------------------------------- | -------- | --------- |
| So 6. Juni / Sa 12. Juni | HSG DHfK Leipzig        | [ H4 1 ] | ASK Vorwärts Frankfurt/O.          | 21:26    | -:-       |
| So 6. Juni / Sa 12. Juni | SC Empor Rostock        | 53:29    | BSG Einheit/Sirokko Neubrandenburg | 28:16    | 25:13     |
| So 6. Juni / Sa 12. Juni | TSC Berlin              | 54:34    | TSG Wismar                         | 28:15    | 26:19     |
| So 6. Juni / Sa 12. Juni | BSG Sachsenring Zwickau | 26:78    | SC Leipzig                         | 13:38    | 13:40     |
| So 6. Juni / Sa 12. Juni | BSG Halloren Halle      | 24:59    | SC Magdeburg                       | 16:28    | 08:31     |

1. ↑  Vorwärts Frankfurt/O. zog kampflos in die Endrunde ein, da DHfK Leipzig zum Rückspiel nicht antrat.

## Endrunde
Die Endrunde fand vom 15. bis 19. Juni 1982 in der ZAB-Halle von Dessau statt.

### Spiele
1. Spieltag:
| Datum            |                           | Ergebnis |              |
| ---------------- | ------------------------- | -------- | ------------ |
| Di 15.06., 16:30 | SC Empor Rostock          | 17:26    | SC Magdeburg |
| Di 15.06., 18:00 | SC Leipzig                | 26:29    | TSC Berlin   |
| Spielfrei:       | ASK Vorwärts Frankfurt/O. |          |              |

2. Spieltag:
| Datum            |                  | Ergebnis |                           |
| ---------------- | ---------------- | -------- | ------------------------- |
| Mi 16.06., 16:30 | TSC Berlin       | 09:21    | SC Magdeburg              |
| Mi 16.06., 18:00 | SC Leipzig       | 13:17    | ASK Vorwärts Frankfurt/O. |
| Spielfrei:       | SC Empor Rostock |          |                           |

3. Spieltag:
| Datum            |                           | Ergebnis |            |
| ---------------- | ------------------------- | -------- | ---------- |
| Do 17.06., 16:30 | ASK Vorwärts Frankfurt/O. | 29:14    | TSC Berlin |
| Do 17.06., 18:00 | SC Empor Rostock          | 22:17    | SC Leipzig |
| Spielfrei:       | SC Magdeburg              |          |            |

4. Spieltag:
| Datum            |              | Ergebnis |                           |
| ---------------- | ------------ | -------- | ------------------------- |
| Fr 18.06., 16:30 | TSC Berlin   | 19:21    | SC Empor Rostock          |
| Fr 18.06., 18:00 | SC Magdeburg | 19:19    | ASK Vorwärts Frankfurt/O. |
| Spielfrei:       | SC Leipzig   |          |                           |

5. Spieltag:
| Datum            |                           | Ergebnis |                  |
| ---------------- | ------------------------- | -------- | ---------------- |
| Sa 19.06., 10:00 | SC Magdeburg              | 23:20    | SC Leipzig       |
| Sa 19.06., 11:30 | ASK Vorwärts Frankfurt/O. | 25:16    | SC Empor Rostock |
| Spielfrei:       | TSC Berlin                |          |                  |

### Abschlusstabelle
| Pl. | Verein                    | Sp. | S | U | N | Tore    | Diff. | Punkte |
| --- | ------------------------- | --- | - | - | - | ------- | ----- | ------ |
| 1.  | ASK Vorwärts Frankfurt/O. | 4   | 3 | 1 | 0 | 090:620 | +28   | 07:10  |
| 2.  | SC Magdeburg              | 4   | 3 | 1 | 0 | 089:650 | +24   | 07:10  |
| 3.  | SC Empor Rostock          | 4   | 2 | 0 | 2 | 076:870 | −11   | 04:40  |
| 4.  | TSC Berlin                | 4   | 1 | 0 | 3 | 071:970 | −26   | 02:60  |
| 5.  | SC Leipzig                | 4   | 0 | 0 | 4 | 076:910 | −15   | 0:80   |

Platzierungskriterien: 1. Punkte – 2. Direkter Vergleich (Punkte, Tordifferenz, geschossene Tore) – 3. Tordifferenz – 4. geschossene Tore

### FDGB-Pokalsieger
| 1.                                 | ASK Vorwärts Frankfurt/O. |
| ---------------------------------- | --- |
| Logo vom ASK Vorwärts Frankfurt/O. | - Tor: Ramona Grobmann (1/–), Ute Gaukler - Feldspieler: Marion Schulz (17/2), Evelyn Hübscher (21/–), Sylvia Dauert (4/–), Katrin Krüger (27/8) , Sybille Wagner (1/–), Ardina Nitzschke (11/–), Jana Beyer, Sylvia Klein (3/1), Sonja Herrnsdorf (3/–), Dietlinde Krahn (2/–), Andrea Hellmich – (Tore/7 m) - Trainer: Wilfried Otto |

### Torschützenliste
Mit Katrin Krüger, Sabine Kirschke und Angela Werner teilten sich drei Spielerinnen mit jeweils 27 Toren den ersten Platz in der Torschützenliste.
|    | Spieler            | Verein                    | Tore / 7m |
| -- | ------------------ | ------------------------- | --------- |
| 1. | Katrin Krüger      | ASK Vorwärts Frankfurt/O. | 27 / 08   |
| 1. | Sabine Kirschke    | SC Empor Rostock          | 27 / 11   |
| 1. | Angela Werner      | SC Leipzig                | 27 / 20   |
| 4. | Kornelia Kunisch   | SC Magdeburg              | 23 / 05   |
| 5. | Viola Kitschke     | TSC Berlin                | 22 / 01   |
| 6. | Evelyn Hübscher    | ASK Vorwärts Frankfurt/O. | 21 / 0–   |
| 7. | Claudia Wunderlich | SC Magdeburg              | 19 / 06   |
| 8. | Marion Schulz      | ASK Vorwärts Frankfurt/O. | 17 / 02   |